# 甜舌草素

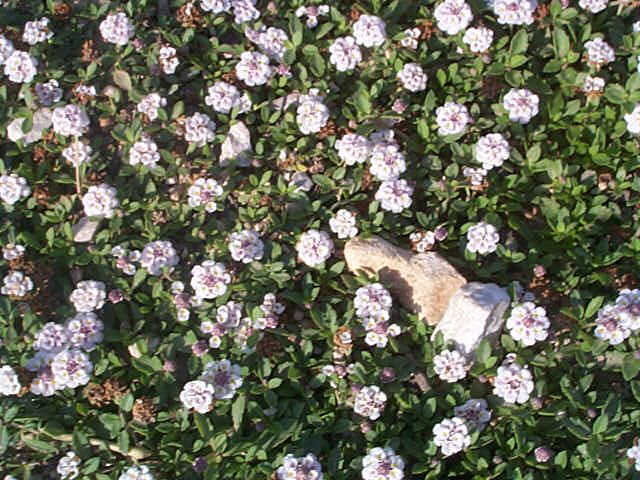
甜牛至木（学名：Lippia dulcis），甜舌草素从该植物中发现

甜舌草素（英語：Hernandulcin，缩写HE），音译：荷南度辛。是一种倍半萜，化学式：C15H24O2。最早在原产于墨西哥和南美洲的甜牛至木（甜舌草、学名：Lippia dulcis）中发现，是一种甜味物质。 

## 历史
在16世纪70年代，西班牙医师弗朗西斯科·埃尔南德斯·托莱多（Francisco Hernández de Toledo）描述了一种十分甜的植物“Tzonpelic xihuitl”（源自阿兹特克人语对该植物的称呼，意为“甜药草”），1895年，一群药剂师根据弗朗西斯科对该植物的准确描述、发现了一种之前从未有过且不会引起蛀牙的超甜物质。20世纪80年代，伊利诺伊大学芝加哥分校的Cesar M. Compadre和 A. Douglas Kinghorn在墨西哥从甜牛至木的花叶中提取并确认了这一化合物。将这种得到的无色油状物质根据埃尔南德斯（Hernández）的描述的命名为“hernandulcin”（即意为“埃尔南德斯素”）。

## 结构
甜舌草素是一种天然倍半萜，通过研究，研究者确认了其产生甜味的结构来源，分别是羰基、羟基和疏水性侧链、且甜味是蔗糖的1000多倍，是一个发现具有甜味的倍半萜。甜舌草素同时还有薄荷余味，且不会导致蛀牙，这使它成为口腔卫生产品的良好候选者。

## 外部連結
- 维基共享资源上的相關多媒體資源：甜舌草素